# Ярок (Кам'янський район)
Яро́к — село в Україні, у Кам'янському районі Дніпропетровської області. Населення за переписом 2001 року складало 38 осіб. Входить до складу Верхньодніпровської міської громади.

## Географія
Село Ярок знаходиться на відстані до 1,5 км від сіл Вільні Хутори та Андріївка. Поруч проходить автомобільна дорога Т 0415.

## Населення

### Мова
Розподіл населення за рідною мовою за даними перепису 2001 року:
| Мова       | Кількість | Відсоток |
| ---------- | --------- | -------- |
| українська | 35        | 92.11%   |
| білоруська | 2         | 5.26%    |
| російська  | 1         | 2.63%    |
| Усього     | 38        | 100%     |